# Antonio Nuñez (Künstler)
Antonio Nuñez (* 1971 in Camagüey) ist ein in Deutschland lebender kubanischer Maler und Grafiker.

## Leben
Nuñez studierte von 1993 bis 1998 Malerei und Grafik am Instituto Superior de Arte in Havanna. Mit Hilfe von Stipendien der Stiftung „Pro Helvetia Valais“ in der Schweiz (1998) und des „Banff Center for the Arts“ aus Alberta in Kanada (1999) konnte er seine Studien vertiefen und erste Ausstellungspreise gewinnen. Schließlich wurde die Fundacion Ludwig de Cuba, eine Institution der deutschen Peter und Irene Ludwig Stiftung, auf Nuñez aufmerksam und unterstützte ihn im Jahr 2000 ebenfalls mit einem Stipendium. Dies veranlasste Nuñez, nach Aachen zu wechseln, wo er ein Jahr später ein weiteres Stipendium der Peter und Irene Ludwig Stiftung erhielt und seit 2002 dauerhaft lebt und als freischaffender Künstler arbeitet. Seit 1998 ist er regelmäßig mit seinen Werken national und international mit Einzelausstellungen in renommierten Kunsthäusern vertreten und nimmt an Gruppenausstellungen in vielen Ländern der Welt teil.  
Neben seinen künstlerischen Arbeiten lehrt Nuñez als Dozent für Malerei an der „Internationalen Kunstakademie Heimbach“ mit Sitz in der dortigen Burg Hengebach sowie beim „Bildungswerk Carolus Magnus e. V.“ und der „Jugendkunstschule“ im Aachener Kulturzentrum Bleiberger Fabrik. Darüber hinaus leitet Nuñez verschiedene Schulprojekte im Auftrag des Landesprogramms NRW für Kultur und Schule aus dem Bereich der Bildenden Kunst.
Bisheriger Höhepunkt seines Schaffens war 2022 der Gewinn des mit 5000,- € dotierten „City Artists 2022“, einem Kulturpreis des NRW-Kultursekretariats für Bildende Kunst, der jährlich zehn professionellen Künstlern überreicht wird, die eine zertifizierte Ausbildung genossen haben sowie eine Reihe von Ausstellungen in Museen, Kunsthallen oder Galerien vorweisen können.

## Œuvre
Nuñez künstlerischer Schwerpunkt liegt im Erstellen von großformatigen Gemälden, Filmplakaten und Collagen sowie Holzschnitte auf Nessel oder Papier gedruckt, mit Buntstiftzeichnungen ergänzt oder als Installation in den Raum gestellt. Dabei sind seine Werke von einem Stil geprägt, der zwischen Realismus und Abstraktion liegt, und sie beeindrucken durch ihre helle Farbintensität und Vielschichtigkeit sowie durch ihre strengen geometrischen Figuren.
In seinen Arbeiten setzt sich Nuñez vor allem mit dem Thema Mensch und Raum auseinander und er entwirft Bilder mit Gebäuden und ganzen Straßenzügen verschiedener Epochen und Länder und lässt die unterschiedlichen Zivilisationen und Kulturen aber auch deren Vergänglichkeit in diesen Bildern einfließen. Seine Auseinandersetzung mit der realen Welt, gepaart mit magischen Illusionen, sein Wechselspiel mit starker oder gedämpfter Farbigkeit bis hin zu reiner Schwarz-Weiß-Malerei, geben seinen Werken eine geheimnisvolle Atmosphäre, vermitteln Dynamik und steigern die Räumlichkeit.
In neuerer Zeit entstanden markante Holzschnitte und in Plexiglas eingelassene Collagen, aber auch Kunst für den öffentlichen Raum wie beispielsweise die künstlerische Ausgestaltung eines Schaltkastens im Ort Heimbach mit Bezug zum benachbarten Nationalpark Eifel.

## Ausstellungen (Auswahl)

### Einzelausstellungen
- 2001: Die Wahrheiten des Pinocchio. Ludwig Forum für Internationale Kunst, Aachen und Galería 23 y 10, Havanna, Kuba
- 2003: La gran casa / Das große Haus. Consejo Nacional de Artes Plásticas (Nationalrat für Bildende Künste), Havanna, Kuba
- 2004: Neue Malerei & Installation. BIS – Altes Museum, Mönchengladbach
- 2006: Pop-up. Kunstachse NRW. Brühler Kunstverein, Brühl
- 2015: El Puente/Die Brücke. Schloss Zweibrüggen, Übach-Palenberg und Glasgalerie Kulturhaus Dormagen
- 2018: Wenn Steine alt werden. Abtei Brauweiler, Pulheim
- 2019: Ciudades anónimas. Colateral de la 13ª Bienal de La Habana. Galería Espacio Abierto, Vedado, Havanna, Kuba
- 2020: Malerei und Holzschnitte. Galerie SPECTRUM, Euskirchen

### Gruppenausstellungen
- 2000: Havana-Naguila Dialogue, Tel Aviv, Jerusalem, Israel
- 2001: Pintura Cubana, Centro Recoleta, Buenos Aires, Argentinien
- 2001: Cultural Space, Art Fair of Toronto, Kanada
- 2002: Kunst aus Kuba, Museum Ludwig im Russischen Museum, St. Petersburg, Russland
- 2007: WAITING LIST, Mestna Galerija, Ljubljana, Slowenien
- 2007: KILLING TIME, New York, USA
- 2012: Meeting Havana Cultura / Chapter I.: Gulliver. Freies Museum Berlin
- 2014: INTERKONTRASTE, Schloss Burgau, Düren
- 2019: Bucharest International Print Biennale, Bukarest, Rumänien
- 2022: Kunstwerkstatt Euregio, Museum Zinkhütter Hof, Stolberg